# Церква Святого Франциска (Феррара)
Церква Святого Франциска (італ. Chiesa di San Francesco) — католицький храм в Італії, у місті Феррара. Належить Феррарсько-Комаккійській діоцезії. Названа на честь святого Франциска Ассізького. Головний храм колишнього францисканського монастиря. Збудована 1494 року в пізньо-ренесансному стилі за проєктом Біяджіо Роззетті, на місці малої церкви ХІІІ століття, що була мавзолеєм Естенського дому (допоки Нікколо III д'Есте не переніс його до Церкви Святої Марії Ангельської). Інтер'єр храму перебудовувався у XVIII ст. 1956 року отримала статус малої базиліки від папи Пія XII.

## Поховання
- Стелла де Толомей (померла 1419), коханка феррарського маркіза Нікколо III д'Есте, матір першого феррарського герцога Борсо.
- Парізіна Малатеста (страчена 1425), дружина феррарського маркіза Нікколо III д'Есте, коханка його сина Уго д'Есте[3].
- Уго д'Есте (страчений 1425), син феррарського маркіза Нікколо III д'Есте, коханець його дружини Парізіни[3].
- Нікколо д'Есте (страчений 1476), син феррарського маркіза Леонелло.